# Wladyslaw Lizon
Wladyslaw Lizon (en polonais : Władysław Lizoń), né le 27 juin 1954 à Nowy Sącz en Pologne, est un ingénieur des mines, homme d'affaires et homme politique canadien. Il représente la circonscription de Mississauga-Est—Cooksville à la Chambre des communes du Canada entre 2011 et 2015 sous la bannière du Parti conservateur du Canada. Il est également candidat pour le parti en 2019.
Avant son élection, Lizon est président du Congrès polonais du Canada entre 2005 et 2010.